# Jim Moran
Jim Moran, född 16 maj 1945 i Buffalo, New York, är en amerikansk demokratisk politiker. Han var ledamot av USA:s representanthus 1991–2015.
Moran är uppvuxen i Natick, Massachusetts. Han studerade vid College of the Holy Cross och University of Pittsburgh.
Moran efterträdde 1985 Charles E. Beatley som borgmästare i Alexandria i Virginia och efterträddes 1991 av Patsy Ticer. Han besegrade sittande kongressledamoten Stanford Parris i kongressvalet 1990 och tillträdde 1991 som kongressledamot.